# I gega d’Schwiiz
I gega d’Schwiiz („Ich gegen die Schweiz“) ist ein Soloalbum des Schweizer Mundart-Rappers Gimma aus Chur. Das Album wurde am 24. Februar 2006 über das Musiklabel Nation Music veröffentlicht. Es handelt sich um die erste Veröffentlichung des Rappers, die in die Schweizer Charts einsteigen konnte. Drei Jahre nach der Veröffentlichung erhielt I gega d’Schwiiz Goldstatus.

## Hintergrund
Gian-Marco Schmid, so der offizielle Bürgername des Rappers, begann seine Karriere als Mitglied der Oschtblock Kuabuaba, wandelte aber bald auf Solopfaden, ohne die Gruppe zu verlassen. Nachdem seine ersten beiden Alben Droga, Sex, Gwalt, Rap und Wiissa Müll, unter anderem durch die SUISA, indiziert wurden veröffentlichte Gimma das Low-Budget-Album Mis Leba isch so Scheisse. Im Folgenden spielte der Musiker mit dem Gedanken, die Karriere zu beenden, ehe er beim Besuch des VIVA-Comets einen Produktionsmanager des Labels Nation Music kennenlernte, welches bereits Schweizer Hip-Hop-Künstler wie Bligg und Luut & Tüütli erfolgreich gefördert hatte. Nation Music stellte dem Rapper eine professionelle Albumveröffentlichung in Aussicht und konnte ihn so überzeugen, die Karriere fortzuführen.
Im Vorfeld der Veröffentlichung wurde Gimma mehrfach auf die indizierten Alben angesprochen, und ob das kommende nicht auch in Gefahr einer Indizierung geraten könne. Der Rapper verneinte mit den Worten: „Das wird nicht verboten. Es gibt darauf so berühmte Leute, so berühmte Produzenten, dass es einfach auf den Markt muss. Wir haben zu viel Geld ausgegeben dafür, als dass es verboten werden dürfte. Es gibt zwar wieder hanebüchene Aussagen, aber es wird nicht verboten.“ Auch vermutete der Musiker, dass die Veröffentlichung in die Top 20 der Schweizer Charts kommen werde und es nach Erscheinen von zwei Musikvideos sogar unter die besten zehn Plätze aufsteigen werde.

## Entstehung
Die meisten Titel des Albums entstanden in Zusammenarbeit mit dem Musik- und Hip-Hop-Produzenten Sad im Studio „Obe im Eggä“. Superschwiizer, Drogasexgwaltrap Part 2 und Üseri Kinder wurden von Scrooge im „Om Research“ aufgenommen, Iisziit und Ai letschti Rundi von Flo Schär. Abgemischt und gemastert wurden die Lieder von Dan Suter. Für Gimma war I gega d'Schwiiz das erste Album, das mit Professionalität produziert wurde.

„Es gibt keine eigene Beats mehr auf dem Album, das ist grundlegend. Ich habe das erste Mal in einem professionellen Umfeld aufgenommen, das habe ich bis jetzt noch nie gemacht, ich war immer mit den Kollegen im Studio. Ich hatte das erste Mal ein Management, welches alles betreute. … Das Album wird brutal professionell daherkommen, was sehr ungewöhnlich ist für mich.“

## Inhalt

### Titelliste
1. Willkomma in dr Schwiiz – 0:42
2. Angscht – 3:45
3. DJ Bobo (Skit) – 0:07
4. Superschwiizer – 3:20
5. Drogasexgwaltrap Part 2 (feat. Sido) – 4:02
6. Superstar (Skit) – 0:31
7. Superstar – 3:45
8. Üseri Kinder – 3:08
9. Cazzoman (Speed Dating) – 3:29
10. Summer (feat. Rich Fonje) – 3:35
11. Iisziit – 3:29
12. Du bisch jetzt weg – 3:33
13. Boom (Skit) – 0:32
14. Boom (feat. Baze, Orange & Ali de Bengali) – 4:13
15. Killer – 3:21
16. Im Kreis – 3:23
17. Ai letschti Chance – 4:00
18. Telefonkonferenz (Skit) – 1:19
19. Bauersparty – 3:16
20. Dr Typ – 3:39
21. Weni mol tot bin – 3:51
22. Liabi und Hass (Hidden Track feat. Breitbild) – 3:38

### Lieder und Texte
Auf I gega d'Schwiiz sind mehrere Lieder enthalten, welche sich mit Themen wie Verzweiflung, Verlust, Zukunft oder Tod auseinandersetzen. In Üseri Kinder beispielsweise verdeutlicht Gimma das Elend bei zahlreichen Kindern auf der Erde und philosophiert, ob sich die Zustände in der Zukunft nicht verschlimmern würden. Iisziit und Du bisch jetzt weg thematisieren den Verlust von nahestehenden Menschen.
Weitere Titel dienen ausschliesslich der Unterhaltung oder enthalten aggressive und konkurrenzfeindliche Texte, Battle-Rap genannt. In Superstar macht sich Gimma über talentlose Teilnehmer von Castingshows lustig. Bekannt ist auch das Stück Superschwiizer, in dem der Rapper das Klischee der Schweizer aufgreift, indem er sich selbst in übertriebener Form als landsverbundener und patriotischer Bergbauer darstellt. Das Lied beginnt mit den Zeilen: „Oh! Geboren im Kuhstall auf Stroh, Jodlerkostüm angezogen und los! Im Trachtenhemd der Stolz der Sippe, mit einem fröhlichen Jodel auf den Lippen!“
Zu den Battle-Rap-Stücken können neben Drogasexgwaltrap Part 2 auch Killer und Dr Typ gezählt werden. In dem Titel Boom beschreiben Gimma und die drei Gastrapper einen blutigen Überfall auf eine Stadt, wobei sie sich selber als die Attentäter darstellen. Bauersparty kann in die Sparte der Partylieder aufgenommen werden.

### Produktion und Musik
Hauptproduzent von Gimmas Durchbruchsalbum war Sad, ein Hip-Hop-Musiker und -Produzent aus Bern, der das Album auch aufnahm. Er steuerte zu zwölf Liedern des Albums die musikalische Untermalung bei. Claud, welcher Produzent der Gruppe Sektion Kuchikäschtli ist, war ebenfalls als Musikproduzent an dem Album beteiligt. Auf seine Rechnung gehen die Stücke Iisziit und Ai letschti Chance. Yvan Jaquemet, ein früherer Angehöriger der Westschweizer Rap-Band Double Pact, produzierte Superschwiizer. Zuletzt wurde Üseri Kinder von D-Digital erschaffen.
Für die Lieder Angscht, Du bisch jetzt weg und Im Kreis wurde eine Gitarre von Philly Hansen eingespielt. In Iisziit findet das Instrument ebenfalls Verwendung, wurde jedoch von Flo Schär bedient. Bei Weni mol tot bin ist das Instrumental durch das Instrument Fender Rhodes verstärkt. Es wurde von M. Basci eingespielt. Der DJ von Sektion Kuchikäschtli, Stimpee Kutz, war an Killer beteiligt, wobei er die Manipulation von Schallplatten, sogenanntes Scratchen durchführte. Die Backing Vocal bei Dr Typ stammt von C. Schütz, der Human Beatbox in Ai letschti Chance von Haris.

### Gastmusiker
Auf I gega d'Schwiiz sind sechs Gastmusiker auf insgesamt vier Titeln vertreten. Für Drogasexgwaltrap Part 2 arbeitete Gimma mit dem bekannten deutschen Rapper Sido zusammen. Der Berliner habe Gimma anfangs einen gemeinsamen Liebessong vorgeschlagen, das sei „ihm dann aber doch zu viel gewesen“. So wurde der Titel als Battle-Rap-Lied realisiert. Sido äusserte sich später positiv über die Zusammenarbeit mit dem Schweizer: „Ich verstehe seine Mundarttexte nicht, aber er haut auf den Putz, ist ein richtiger Strassenköter.“
Die Gastmusiker auf dem Titel Boom sind der mit Gimma befreundete Rapper Baze, sowie Orange und Ali de Bengali, ihres Zeichens Mitglieder der Oschtblock Kuabuaba. Auf Summer ist Rich Fonje von der Gruppe Brothertunes vertreten. Der auf der offiziellen Titelliste nicht vermerkte Song Liabi und Hass ist eine Kollaboration mit der Band Breitbild.

## Erfolg und Rezeption
I gega d’Schwiiz konnte als erste Veröffentlichung Gimmas eine Klassifizierung in der Hitparade erreichen und stieg am 12. März 2006 auf Platz 13 der Schweizer Album-Charts ein. Das Album verharrte 29 Wochen unter den besten hundert Plätzen, ehe es am 24. September als letzte Klassifizierung auf Platz 89 lag. Am 8. April 2007 konnte I gega d’Schwiiz jedoch wieder in die Charts zurückkehren und eine Woche lang Platz 98 belegen.
Am 31. Juli 2009 wurde durch Nation Music bekanntgegeben, dass I gega d’Schwiiz die Goldene Schallplatte für mehr als 15.000 verkaufte Einheiten verliehen wurde.
Auf der Internetseite Music.ch wurde I gega d’Schwiiz von der Redaktion mit vier von sechs Punkten bewertet. Die Leser der Seite gaben dem Album eine Durchschnittswertung von drei Punkten. Des Weiteren ist auf der Seite ein Review zu finden, in dem die Veröffentlichung als „ein Album jenseits von Political Correctness und Anstand“ bezeichnet wird. Ausserdem wird I gega d’Schwiiz als musikalische Audio-Biographie bezeichnet. „Die ganze Biographie des Churer Rappers – inklusive Drogen, Schlägereien und Einlieferung in eine psychiatrische Klinik – wurde offensiv kommuniziert, nach dem Motto: Hey, jetzt aber aufpassen, hier gibt’s einen, der hat richtig was erlebt, der weiss was zu erzählen!“

## Vermarktung
Zwei der auf dem Album enthaltenen Lieder wurden als Musikvideos realisiert. Diese sind Superschwiizer, sowie Iisziit. Der Clip zu Superschwiizer wurde von Marco Lutz gedreht und besteht aus nur einer einzigen Kameraeinstellung. Der Kameramann bewegt sich dabei rückwärts vor dem Rapper her, welcher in dem dreiminütigen Video ein verschneites Bergdorf durchquert. Gimma trägt ein blaues Hemd und eine rote New-Era-Mütze. In dem Clip tauchen auch die Mitglieder von Breitbild und Sektion Kuchikäschtli auf. Im Jahr 2006 war Superschwiizer das zweitmeistgespielte Video des Jahres auf VIVA Schweiz.
Auch das Video Iisziit wurde von Marco Lutz realisiert und spielt ebenfalls grösstenteils im verschneiten Berggebiet. Weitere Szenen finden auf einem Friedhof statt. Auf dem Album Panzer ist mit Dr Summer davor eine Vorgeschichte zu Iisziit zu hören. In einer speziellen Version des Iiszit-Videos ist das Lied mit dem Instrumental von Dr Summer davor und dem Text von Iisziit zu hören.
Mit Hymna konnte Gimma den offiziellen WM-Song zur Fussball-Weltmeisterschaft 2006 beisteuern. Auf der Single des Liedes ist als Zweittitel auch Iisziit enthalten. Der Tonträger konnte Platz 6 der Single-Charts erreichen.

## Illustration
Das Cover zeigt eine Ganzkörperaufnahme von Gimma. Der Rapper trägt dieselbe Kleidung wie im Musikvideo Superschwiizer; ein blaues Trachtenhemd und ein rotes New Era Cap mit NY-Logo. Er steht bis zu den Knöcheln im Schnee, im Hintergrund ist ein verschneiter Gebirgszug erkennbar. Gimma hält die rechte Hand in der Hosentasche, mit der linken präsentiert er den Mittelfinger. Am linken und rechten Bildrand wurden gezeichnete Bäume eingefügt, aus denen Menschen bei diversen Aktivitäten, verschiedene Tiere, aber auch Autos und Gebäude spriessen. Hinter dem weissen Gimma-Schriftzug am oberen Bildrand ist zudem ein weiterer, gezeichneter Gebirgszug sichtbar.
Das Booklet des Albums besteht aus zehn zusammengefalteten Seiten, auf denen die Liedtexte zu Superschwiizer, Ai letschti Chance, Angscht und Iisziit abgebildet sind. Ausserdem enthält es ähnliche Zeichnungen wie das Cover, sowie einige Fotos des Rappers in verschneiter Landschaft.
Die Gestaltung des Artworks erfolgte wie auch bei den anderen Veröffentlichungen des Churers durch Michi „MM75“ Lüthi, die Fotos wurden von Gian-Marco Castelberg geschossen.